# Aegomorphus

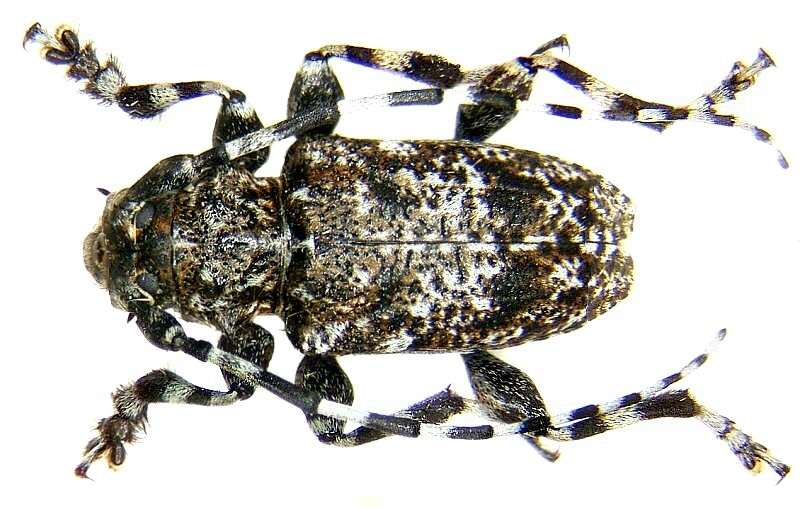
rogatek pstry (Aegomorphus clavipes)

Aegomorphus – rodzaj chrząszczy z rodziny kózkowatych. 

## Zasięg występowania
Większość gatunków występuje w Nowym Świecie. Kilka gatunków występuje w Europie i Azjii. W Polsce trzy gatunki (zobacz: kózkowate Polski)

## Systematyka
Do rodzaju Aegomorphus zalicza się 96 gatunków:

- Aegomorphus albosignus
- Aegomorphus antonkozlovi
- Aegomorphus arietis
- Aegomorphus arizonicus
- Aegomorphus atrosignatus
- Aegomorphus bezarki
- Aegomorphus bicuspis
- Aegomorphus bimaculatus
- Aegomorphus binocularis
- Aegomorphus bivitta
- Aegomorphus borrei
- Aegomorphus brevicornis
- Aegomorphus brunnescens
- Aegomorphus carinicollis
- Aegomorphus cerdai
- Aegomorphus chamelae
- Aegomorphus chrysopus
- Aegomorphus circumflexus
- rogatek pstry (Aegomorphus clavipes)
- Aegomorphus clericus
- Aegomorphus comptus
- Aegomorphus conifera
- Aegomorphus consentaneus
- Aegomorphus contaminatus
- Aegomorphus corticarius
- Aegomorphus crocostigma
- Aegomorphus cylindricus
- Aegomorphus doctus
- Aegomorphus excellens
- Aegomorphus flavitarsis
- Aegomorphus francottei
- Aegomorphus galapagoensis
- Aegomorphus geminus
- Aegomorphus gigas
- Aegomorphus grisescens
- Aegomorphus hebes
- Aegomorphus homonymus
- Aegomorphus inquinatus
- Aegomorphus irumus
- Aegomorphus itatiayensis
- Aegomorphus jaspideus
- Aegomorphus juno
- Aegomorphus krueperi
- Aegomorphus laetificus
- Aegomorphus lanei
- Aegomorphus langeri
- Aegomorphus lateralis
- Aegomorphus leucodryas
- Aegomorphus longipennis
- Aegomorphus longispinis
- Aegomorphus longitarsis
- Aegomorphus lotor
- Aegomorphus luctuosus
- Aegomorphus maccartyi
- Aegomorphus maculatissimus
- Aegomorphus magnus
- Aegomorphus meleagris
- Aegomorphus mexicanus
- Aegomorphus modestus
- Aegomorphus morrisi
- Aegomorphus mourei
- Aegomorphus nearnsi
- Aegomorphus nigricans
- Aegomorphus nigromaculatus
- Aegomorphus nigropunctatus
- Aegomorphus nigrovittatus
- rogatek ciemny (Aegomorphus obscurior)
- Aegomorphus pantherinus
- Aegomorphus peninsularis
- Aegomorphus penrosei
- Aegomorphus pereirai
- Aegomorphus peritapnioides
- Aegomorphus phasianus
- Aegomorphus pictus
- Aegomorphus pigmentatus
- Aegomorphus pinima
- Aegomorphus piperatus
- Aegomorphus piraiuba
- Aegomorphus polystictus
- Aegomorphus pseudosatellinus
- Aegomorphus purulensis
- Aegomorphus quadrigibbus
- Aegomorphus ramirezi
- Aegomorphus ridleyi
- Aegomorphus rileyi
- Aegomorphus robustus
- Aegomorphus rufitarsis
- Aegomorphus satellinus
- Aegomorphus schmithi
- Aegomorphus signatifrons
- Aegomorphus signatus
- Aegomorphus socorroensis
- Aegomorphus travassosi
- Aegomorphus umbratus
- Aegomorphus vetustus
- Aegomorphus wappesi.